# Henrietta Ward
Henrietta Mary Ada Ward (Londra, 1º giugno 1832 – Slough, 12 luglio 1924) è stata una pittrice inglese.
Le sue opere si collocano nell'Inghilterra vittoriana e nei primi anni del '900.
Henrietta discendeva da una famiglia di artisti professionisti per diverse generazioni. Suo nonno paterno era il famoso pittore James Ward che era legato per parentela acquisita con il politico John Jackson ed il pittore George Morland. I genitori di Henrietta erano anche degli artisti: George Raphael Ward, conosciuto per le sue incisioni e Mary Webb Ward, nota come miniaturista. (Uno dei dipinti di sua madre era Portrait of Henrietta Ward and her Favorite Guinea Pig, 1843.) Come figlia unica, Henrietta crebbe circondata dall'afflato artistico della sua famiglia e degli artisti frequentati dai suoi genitori, tra i quali il pittore e scultore Sir Edwin Landseer, il pittore statunitense Charles Robert Leslie ed i fratelli John James e Alfred Edward Chalon. Henrietta studiò presso la Bloomsbury Art School e l'Accademia di Henry Sass.
Nel 1843, all'età di 11 anni, Henrietta si innamorò del ventisettenne pittore Edward Matthew Ward (stesso cognome ma nessuna parentela); si sposarono segretamente nel maggio del 1848, aiutati da Wilkie Collins un amico dello sposo. (In alcune fonti a volte ci si riferisce a lei "Henrietta Mary Ada Ward Ward.") La madre di Henrietta non la perdonò mai e la diseredò.
(Wilkie Collins si rifece per la trama del suo romanzo del 1852, Basil, al matrimonio segreto dei Ward. A sua volta, Henrietta sostenne di aver fornito a Collins l'idea per La donna in bianco.)
I coniugi Ward ebbero otto figli, uno di essi, Leslie Ward, sarebbe divenuto il famoso caricaturista di Vanity Fair noto sotto lo pseudonimo di Spy. Mentre cresceva i suoi figli, Henrietta proseguì nella sua carriera artistica, praticando vari stili pittorici, anche se, alla pari di suo marito, era nota per i dipinti su temi storici come Thomas Chatterton ed Elizabeth Fry. Era nota anche per i ritratti di bambini; per questi dipinti utilizzò come modelli i propri figli.
Uno dei suoi più famosi dipinti è Palissy the Potter, esposto nel 1866 alla Royal Academy; il quadro descrive l'incidente capitato al ceramista Bernard Palissy che accidentalmente fece saltare in aria la sua casa mentre sperimentava nuove tecniche per la ceramica. Questo ed altri dipinti simili (come "Queen Mary quitting Stirling Castle", RA 1863) e "Scene from the childhood of Joan of Arc", RA 1867) resero Henrietta Ward la più importante donna pittrice della sua generazione. Henrietta diede lezioni d'arte a molti dei figli della Regina Vittoria e del Principe Alberto.
Henrietta Ward e suo marito furono sostenitori della causa per il suffragio femminile. I coniugi appartennero ad un circolo artistico che comprendeva Charles Dickens e George Cruikshank. Si dice che Dickens e Cruikshank vennero quasi alle mani quando l'astemio Cruikshank impedì ad Henrietta Ward di bere un bicchiere di sherry ad un ricevimento di Dickens.
Henrietta sopravvisse al marito per quarantacinque anni. Dopo essere rimasta vedova nel 1879, Henrietta aprì una scuola d'arte per sostenere la sua famiglia; come la sua contemporanea Louise Jopling, Henrietta Ward si specializzò nella preparazione di giovani artiste. Per il suo precedente servizio di insegnante a corte ricevette una pensione di 100 sterline.
Henrietta Ward pubblicò due autobiografie, Mrs. E. M. Ward's Reminiscences nel 1911 e Memories of Ninety Years, nel 1924. Il suo primo libro di ricordi venne definito "uno dei migliori racconti della vita di una signora artista dell'epoca Vittoriana." Henrietta ha lasciato la descrizione di un matrimonio quasi perfetto con un marito che la sostenne nel suo lavoro e che era "sempre il maestro più gentile e l'immancabile amico che io abbia mai conosciuto."

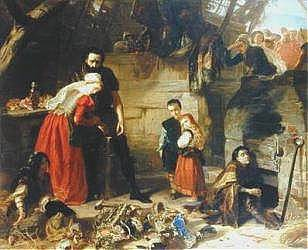
Palissy the Potter